# Compsomantis semirufula
Compsomantis semirufula är en bönsyrseart som beskrevs av John Obadiah Westwood 1889. Compsomantis semirufula ingår i släktet Compsomantis och familjen Mantidae. Inga underarter finns listade i Catalogue of Life.